# 흰어깨부리고래
흰어깨부리고래 (Mesoplodon layardii)는 특이한 이빨 모양을 가진 대형 이빨부리고래의 일종이다. 끈모양이빨고래(Strap-toothed whale), 레이어드부리고래(Layard's beaked whale) 또는 긴이빨고래(long-toothed whale)로도 알려져 있다. 이름과 학명은 이 종의 두개골 그림을 준비하여 영국 분류학자 그레이(John Edward Gray)에게 보낸 남아프리카박물관 관장 레이어드(Edgar Leopold Layard)의 이름을 따서 지었으며, 1865년에 기록되었다.

## 같이 보기
- 고래류의 종 목록